# 666 هـ
666 هـ هي سنة في التقويم الهجري امتدت مقابلةً في التقويم الميلادي بين سنتي 1267 و1268.

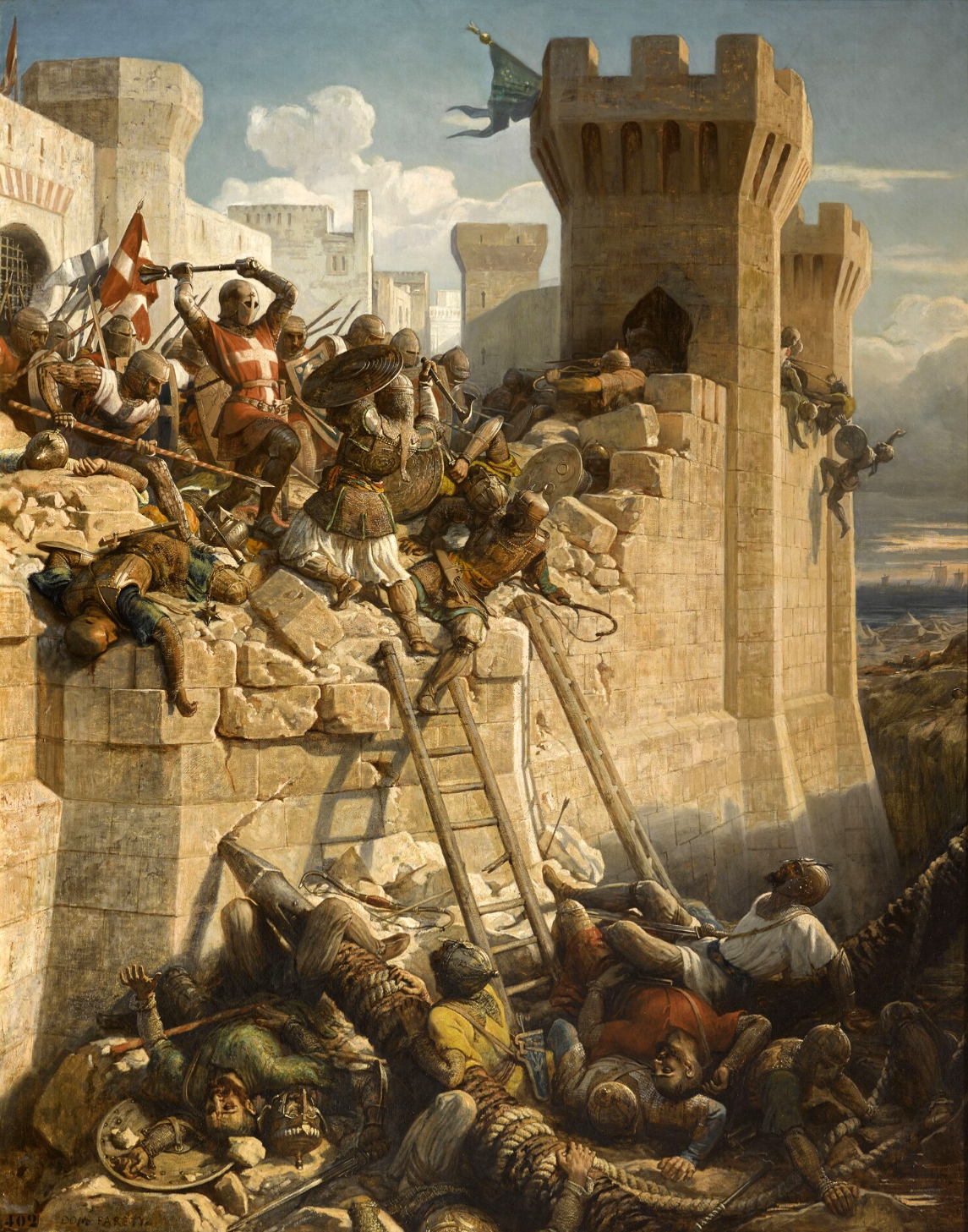
حصار عكا 1291. حيث انتصر المماليك فيما بعد في معركة عين جالوت

## أحداث
- رمضان - فتح انطاكية على يد الظاهر بيبرس.

## مواليد
- الأشرف صلاح الدين خليل
- ولد الملك الاشرف صلاح الدين خليل ابن الملك المنصور سيف الدين قلاوون الصالحى النجمى بالقاهرة بمصر عام 666 هجرية\1267م
- الخطيب القزويني